# Jicarilla
Pour les articles homonymes, voir Jicarilla (homonymie).
Le jicarilla est une langue athapascane, du groupe des langues apaches parlée au Nouveau-Mexique.

## Localisation géographique
Les Jicarillas vivaient dans une région s'étendant sur le Nord-Est de l'actuel Nouveau-Mexique et le Sud du Colorado. Ils résident désormais dans la réserve jicarilla du Nouveau-Mexique.

## Classification
Le jicarilla, à l'intérieur des langues athapascanes méridionales, est un des membres du sous-groupe occidental, avec le navajo, le chiricahua, l'apache occidental et le lipan.